# Collonges-sous-Salève
Collonges-sous-Salève is een gemeente in het Franse departement Haute-Savoie (regio Auvergne-Rhône-Alpes). De plaats maakt deel uit van het arrondissement Saint-Julien-en-Genevois. De gemeentenaam verwijst naar de berg Salève die direct ten oosten van het dorp ligt. Collonges-sous-Salève telde op 1 januari 2022 3.876 inwoners.

## Geografie
De oppervlakte van Collonges-sous-Salève bedroeg op 1 januari 2022 6,13 vierkante kilometer; de bevolkingsdichtheid was toen 632,3 inwoners per km².

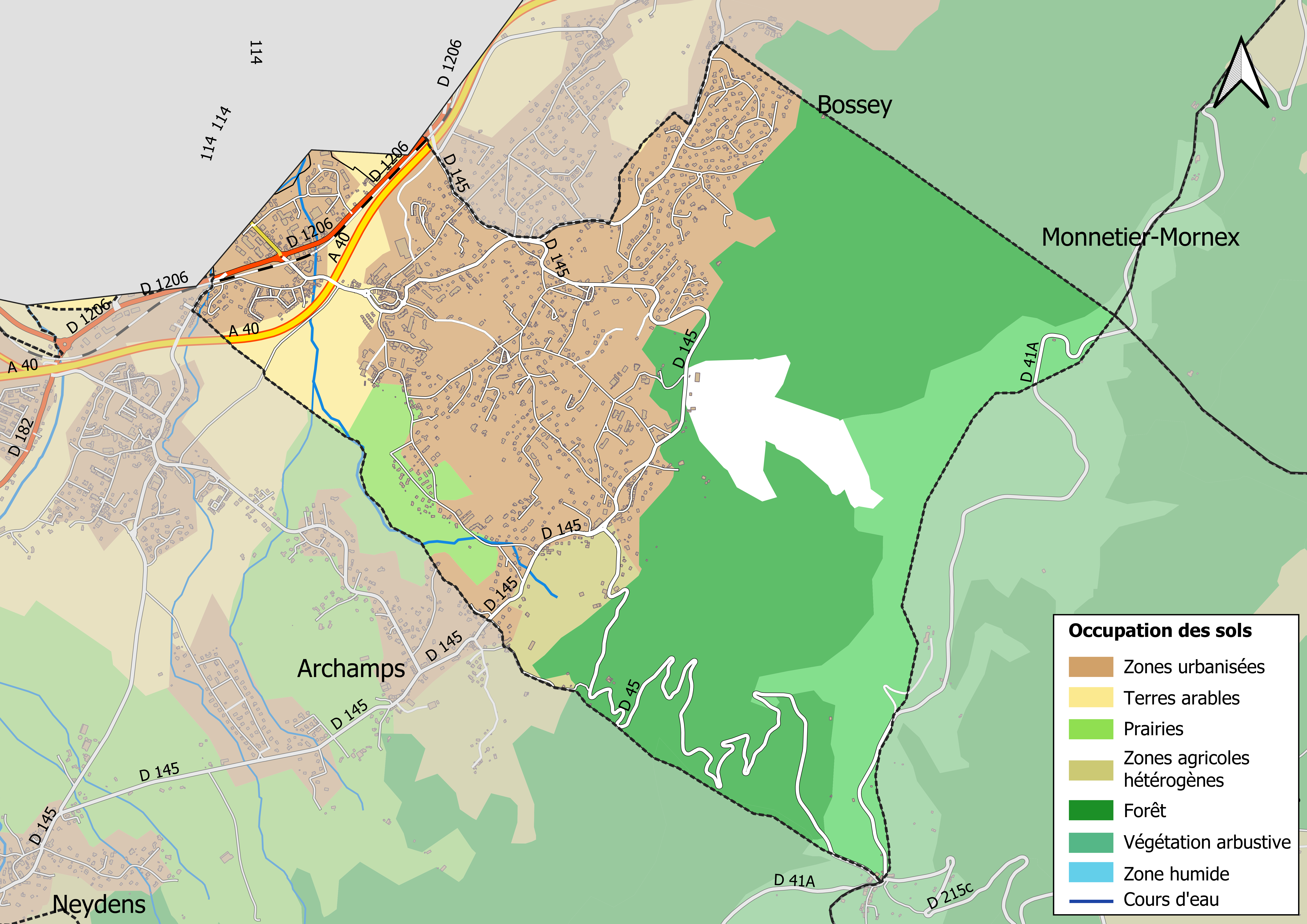
Kaart van de gemeente met de belangrijkste infrastructuur, bodemgebruik en omliggende gemeenten

## Demografie
Onderstaande figuur toont het verloop van het inwonertal (bron: INSEE-tellingen).

## Afbeeldingen

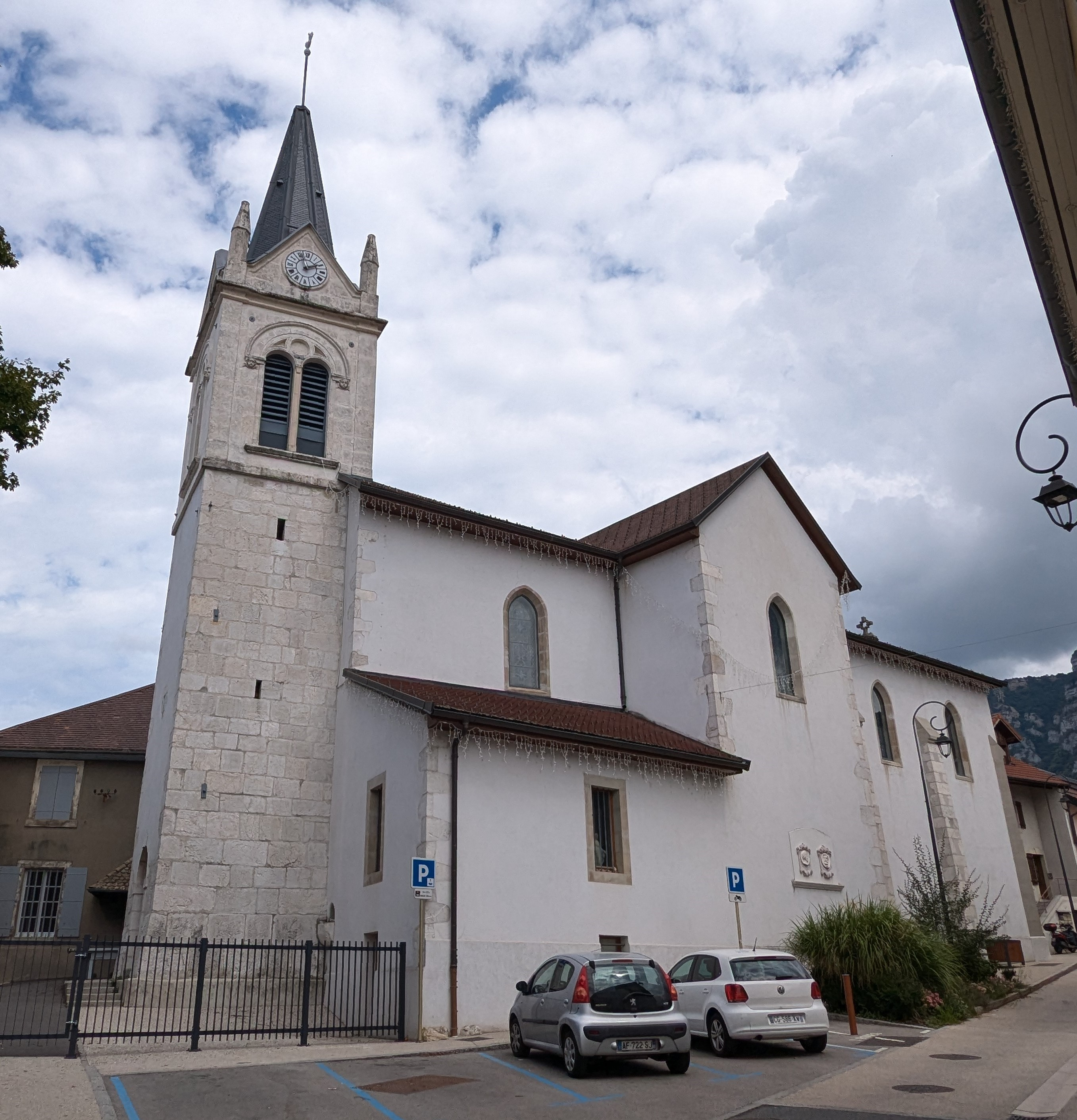
Église Saint-Martin
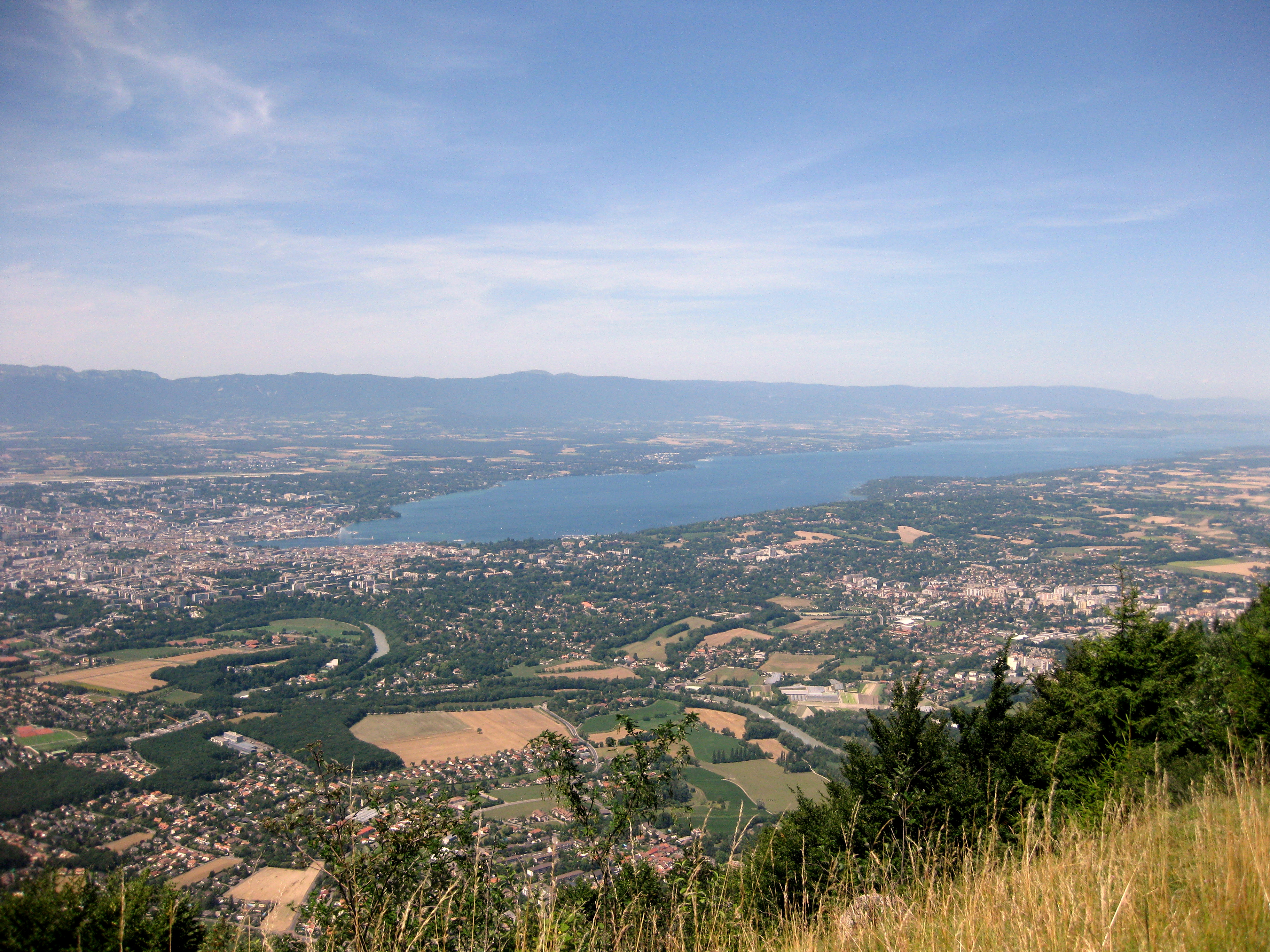
Gezicht vanaf de Salève, linksonder Collonges-sous-Salève